# Kjetil Thorsen Trædal
Pour les articles homonymes, voir Thorsen.
Kjetil Thorsen Trædal, né le 14 juin 1958 à Karmøy, est un architecte norvégien. Il codirige l'agence Snøhetta.

## Biographie

### Enfance et  formation
Thorsen est né le 14 juin 1958 sur l'île norvégienne de Karmøy. Après plusieurs années passées en Allemagne et en Angleterre, il étudie l'architecture à Graz, en Autriche.

### Carrière
Il travaille dans les agences d'Espen Tharaldsen (Arbeidsgruppen Hus) à Bergen (1982-1983), de Ralph Erskine à Stockholm (1983-1984) et de David Sandved à Haugesund (1985). En 1987, il cofonde à Oslo l'agence d'architecture Snøhetta. avec un groupe de jeunes architectes. Ils le nomment Snøhetta d'après la plus haute montagne du parc national de Dovrefjell.
Il est élu membre de l'Académie des arts de Berlin en 2010. La même année, il remporte un Global Award for Sustainable Architecture,.

## Réalisations
Thorsen a dirigé plusieurs concours de design primés pour des bâtiments publics à travers le monde. Il a supervisé les équipes de Snøhetta pour la conception du musée construit pour les Jeux Olympiques d'hiver à Lillehammer, en Norvège, le pavillon temporaire de la Serpentine Gallery en 2007 à Londres conçu avec Olafur Eliasson, la nouvelle bibliothèque d'Alexandrie en Égypte, et le nouvel Opéra d'Oslo en Norvège. Il fut également fondateur en 1986 de la principale galerie d'architecture norvégienne, Galleri Rom.

## Engagements
Thorsen est professeur à l'Institut d'études expérimentales en architecture de l'Université d'Innsbruck depuis 2004. Il préside le jury des Prix Holcim pour la construction durable 2025 pour la région Europe.

## Distinctions et doctorats honorifiques
- 2008 Commandeur de l'Ordre royal norvégien de Saint-Olaf[10]
- 2010 Prix mondial de l'architecture durable[11]
- 2011 Docteur honoris causa (dr.h.c.) de l'Université norvégienne de science et technologie (NTNU)[12]
- 2013 Médaille Prince Eugen pour l'architecture
- 2025 Prix International d'architecture bois pour l'opéra d'Oslo[13]